# Pere Malasanc
Pere Malasanc (Lleida, ca. 1348 - Granada o al mar, camí d'Orà, 25 de maig de 1428) va ésser un frare mercedari, mort màrtir en l'exercici de la seva missió de redempció de captius. És venerat com a sant per l'Orde de la Mercè i l'Església catòlica.

## Biografia
Pere havia nascut en una família rica i influent de Lleida. Orfe de jove, als divuit anys va sentir un sermó que el deixà molt impressionat: va renunciar a la vida de riquesa, va repartir la seva fortuna entre els necessitats i ingressà al convent de l'Orde de la Mercè de Saragossa. S'hi feu conegut per la seva pietat i la seva vida virtuosa. Amb el també màrtir Joan de Granada va anar a alliberar captius cristians al nord d'Àfrica en 1415. També amb Joan de Granada, va ésser enviat a Granada en 1427, però hi foren apresats i morts.
Segons altres fonts, va ésser enviat a Oran per pagar el rescat d'uns captius, però de camí el vaixell genovès en el que viatjava fou assaltat per turcs. Malgrat el salconduït del sobirà d'Algèria que portava, fou lligat al pal del vaixell i assagetejat, el 25 de maig de 1428. El seu cadàver fou llençat al mar.